# 岳震川
岳震川（1755年—1814年），字中干，号一山，今陕西省汉中市洋县东韩村人，祖籍河南，清朝政治人物、进士出身。
乾隆二十年（1755年），出生于洋县东韩村。乾隆三十七年至四十年，就读于关中书院，师从戴元嘉。嘉庆六年（1801年），登进士，授内阁中书。嘉庆八年，受方葆岩之请、叶健庵之约、任关中书院讲席。嘉庆十三年，应叶健庵之请，由洋州至金州，任关南书院讲席。嘉庆十九年六月，去世，葬陕西洋县谢村镇岳家巷。